# Баймасы

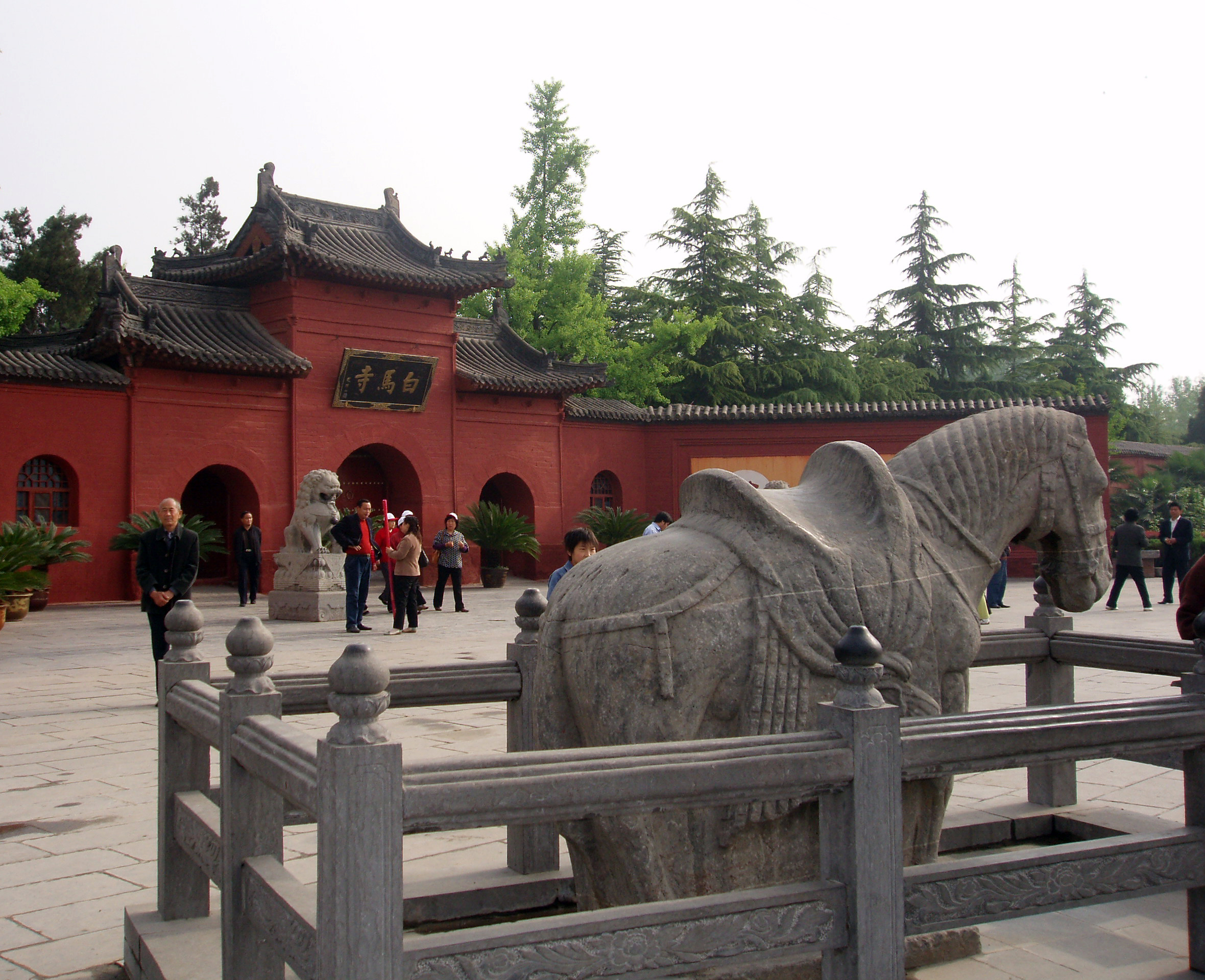
Храм Белой Лошади

Баймасы (Храм Белой Лошади, кит. трад. 白馬寺, упр. 白马寺, пиньинь Báimǎ Sì) — первый буддийский храм Китая. Основан при покровительстве ханьского императора Мин-ди в столичном городе Лоян в 68 г. н. э.
По сообщению «Хоу Ханьшу», поводом к основанию храма стал приснившийся императору сон о прибывшем с запада исполинском божестве, от которого исходил свет. Решив по совету сановников, что речь идёт о Будде, император снарядил посольство в Индию, которое вернулось в Лоян со статуей Гаутамы и «Сутрой из 42 глав».
По возвращении посольства император распорядился основать буддийский храм, первым настоятелем которого стал приехавший буддийский монах Кашьяпа Матанга. Своё название он получил от белой лошади, на которой в Китай прибыли буддийские святыни. Храм многократно перестраивался. Храмовые строения раскинулись на территории 13 гектаров в 12 км к востоку от современного города Лоян.